# Ку (Ардеш)
Ку (фр. Coux, окс. Cos) — коммуна во Франции, находится в регионе Рона — Альпы. Департамент коммуны — Ардеш. Входит в состав кантона Прива. Округ коммуны — Прива.
Код INSEE коммуны 07072.

## Население
Население коммуны на 2008 год составляло 1631 человек.
| 1962 | 1968 | 1975 | 1982 | 1990 | 1999 | 2008 |
| ---- | ---- | ---- | ---- | ---- | ---- | ---- |
| 780  | 806  | 953  | 1418 | 1501 | 1464 | 1631 |

## Экономика
В 2007 году среди 1048 человек в трудоспособном возрасте (15-64 лет) 729 были экономически активными, 319 — неактивными (показатель активности — 69,6 %, в 1999 году было 74,5 %). Из 729 активных работали 662 человека (331 мужчина и 331 женщина), безработных было 67 (36 мужчин и 31 женщина). Среди 319 неактивных 78 человек были учениками или студентами, 168 — пенсионерами, 73 были неактивными по другим причинам.

## Фотогалерея

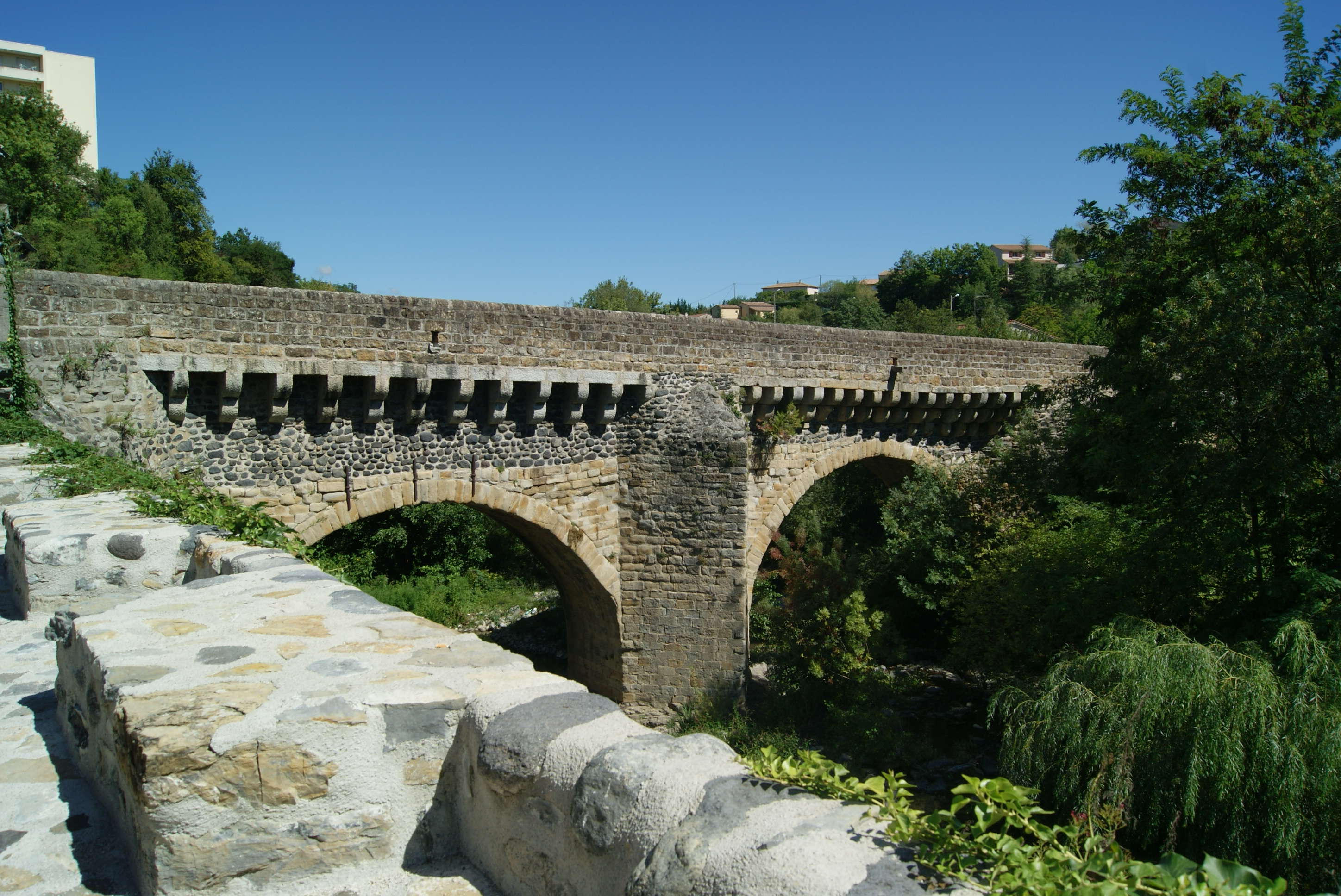
Мост Людовика XIII
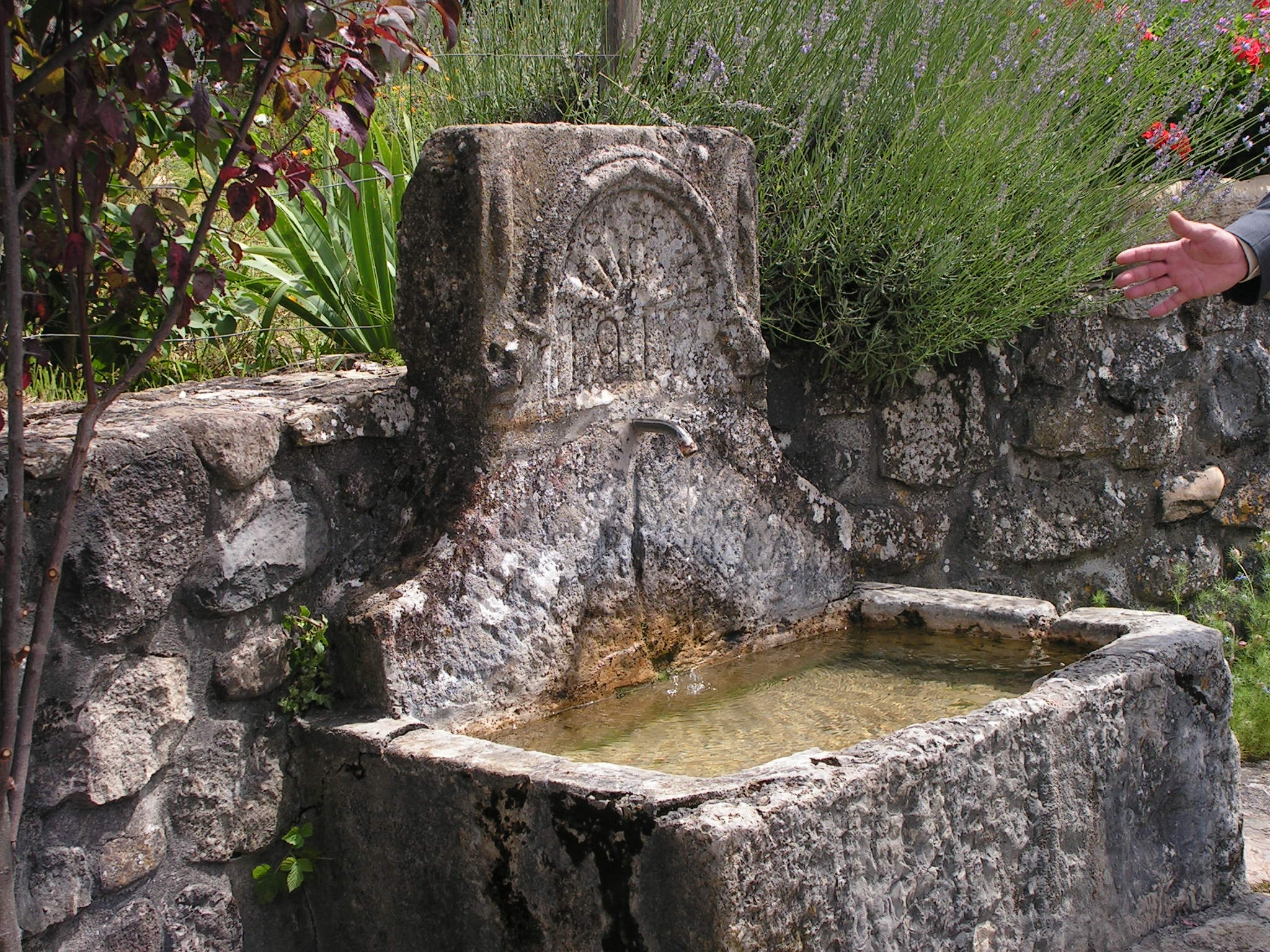
Фонтан
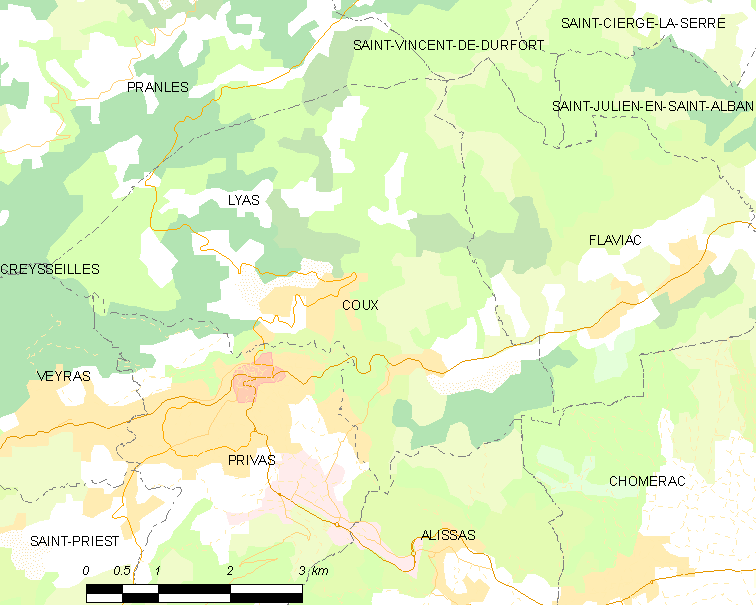
Карта коммуны